# Triuggio
Triuggio är en ort och kommun i provinsen Monza e Brianza i regionen Lombardiet i Italien. Kommunen hade 8 797 invånare (2018).